# Текесте, Йонас
Йонас Текесте (англ. Yonas Tekeste, род. 2 февраля 1995) — эритрейский шоссейный велогонщик.

## Карьера
В 2014 году стал третьим на чемпионате Эритреи в групповой гонке.
В 2015 году принял участие в Африканских играх 2015, проходивших в Браззавиле (Республика Конго).
Выступал на чемпионате мира в категориях U19 и U23. Стартовал в рамках Африканского тура UCI на Туре Египта, Туре Марокко, Туре Алжира и некоторых других алжирских гонок.

## Достижения
2014
3-й на Чемпионат Эритреи — групповая гонка
3-й на Чемпионат Эритреи — индивидуальная гонка U23
3-й на Критериум Блиды

## Рейтинги
| Год                 | 2014 | 2015  |
| ------------------- | ---- | ----- |
| Африканский тур UCI | 26-й | 212-й |
|                     |      |       |
| Источник: UCI       |      |       |